# Termòmetre

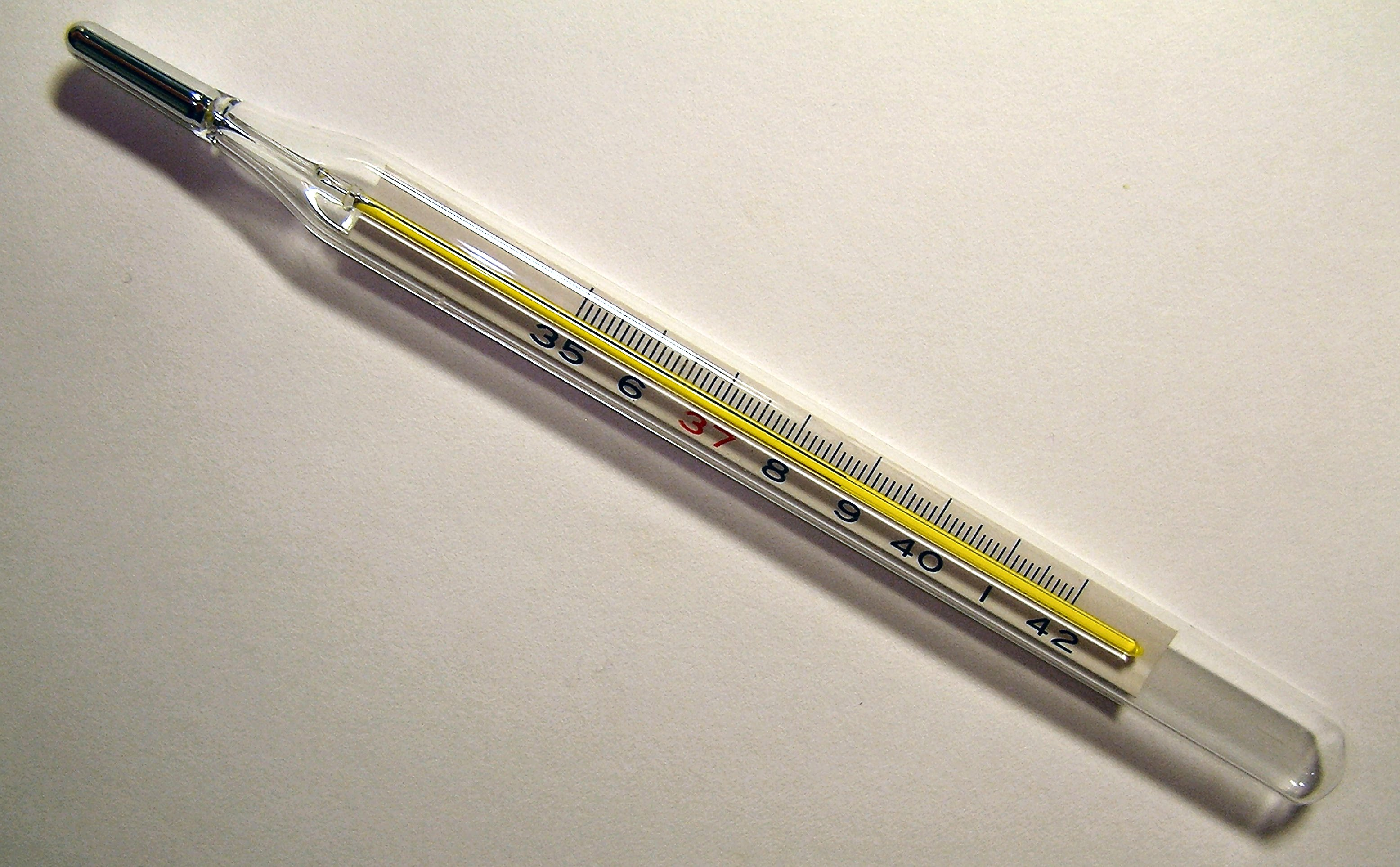
Termòmetre clínic de mercuri.

El termòmetre és un instrument de mesura de la temperatura. Els termòmetres mesuren la variació d'alguna propietat macroscòpica (dilatació d'un gas, d'un líquid o d'un metall, variació d'una resistència elèctrica…) i la relacionen amb la temperatura del sistema considerat.
El mot «termòmetre» és un mot compost de «termo–», del prefix grec θερμο– thermo–, que indica relació amb la calor o amb la temperatura; i «–metre», forma prefixada del mot grec μέτρον métron, que significa «mesura».

## Història

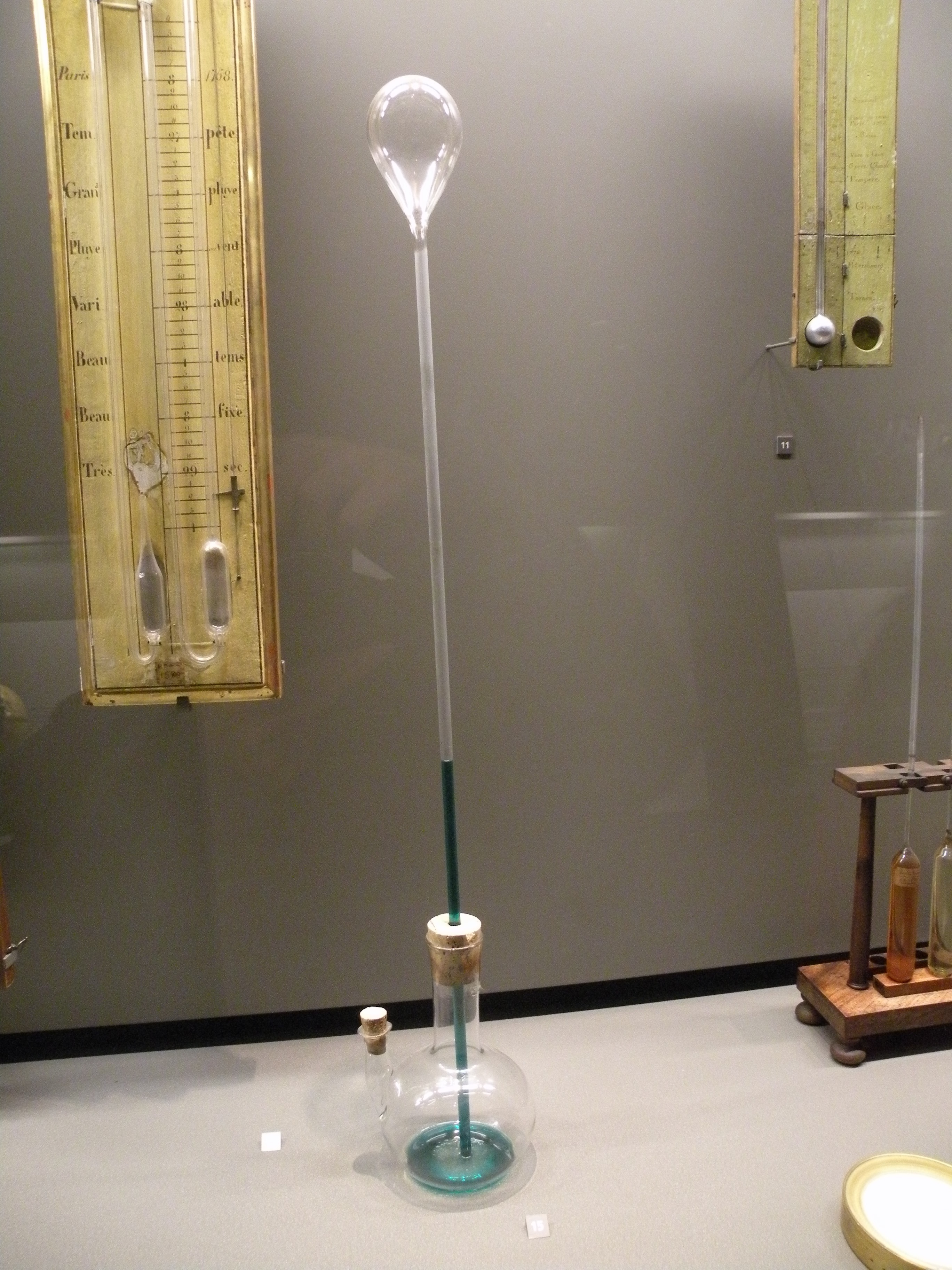
Termoscopi de Galileu.
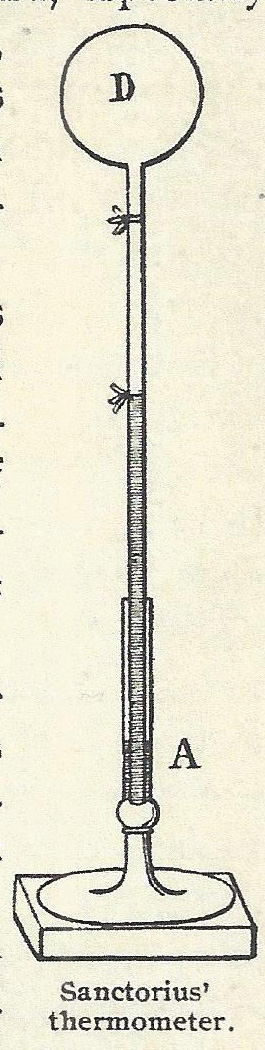
Termoscopi de Santorio.

Els primers instruments tèrmics es desenvoluparen durant el segle xvi i el segle xvii. Aquests instruments senzills es van construir tancant aire en bolles de vidre connectades amb tubs de vidre a un dipòsit d'aigua obert a l'exterior. El líquid dins del tub variava d'altura en funció de la temperatura de l'aire tancat. Aquests aparells s'anomenaren termoscopis, ja que no tenien escala per mesurar la temperatura. L'any 1610, Galileo Galilei utilitzà vi en comptes d'aigua i fou un dels primers a utilitzar un termoscopi d'alcohol. Aquests dispositius il·lustraven els canvis en la calor sensible, abans que s'hagués reconegut el concepte de temperatura. Galileu descobrí que esferes de vidre plenes d'alcohol aquós de diferents densitats pujarien i baixarien amb el canvi de temperatura dins un recipient ple d'aigua. Avui, aquest és el principi del termòmetre galileà, que es calibra amb una escala de temperatura.

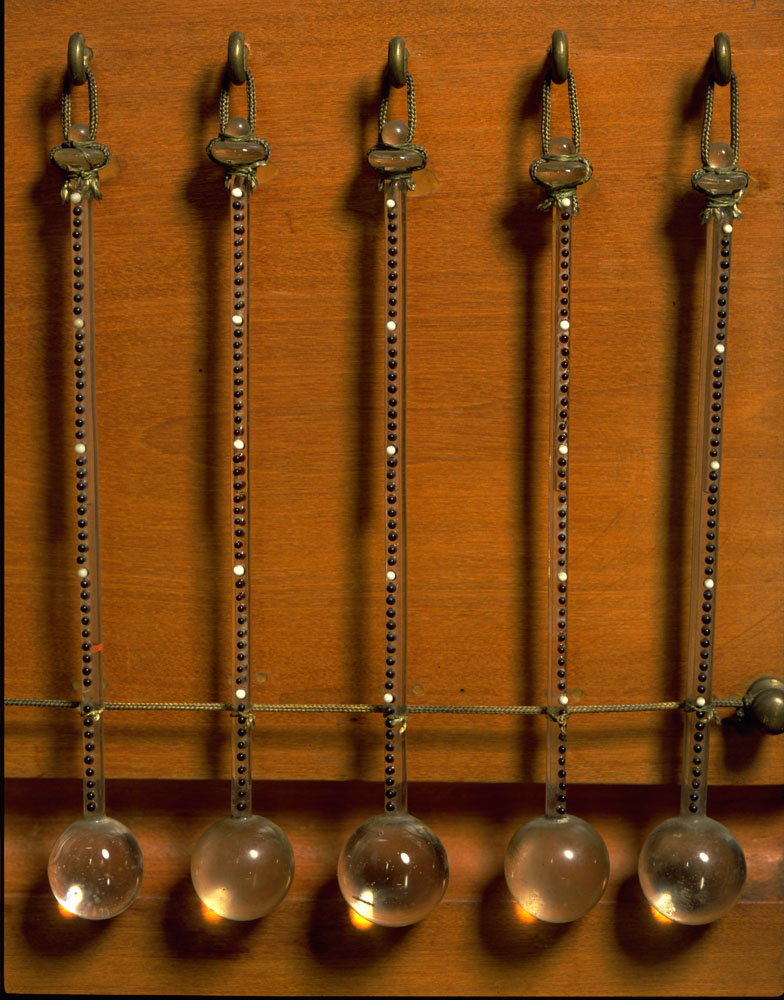
Termòmetres de Ferran Ii de Mèdici.

La primera il·lustració d'un termòmetre (termoscopi amb escala), fou de Robert Fludd (1574–1637) el 1638. No obstant això, cap al 1612, Santorio Santorio (1561–1636) calibrà el tub d'un termoscopi i intentà mesurar la temperatura humana. A l'extrem del tub segellat li havia bufat un bulb de la mida òptima per introduir-lo a la boca. L'extrem obert estava submergit en un fluid. A mesura que l'aire s'expandia a causa de la temperatura oral, el líquid era expulsat del tub. Després d'un cert temps, tragué el bulb, el refredà l'aire, fent que el fluid pugés al tub calibrat.

El 1654, Ferran II de Mèdici, gran duc de Toscana, produí tubs segellats amb bulb i tija que estaven parcialment plens d'alcohol. Aquest fou el primer termòmetre que depengué de l'expansió i la contracció d'un líquid, que era independent de la pressió atmosfèrica. Es fabricaren moltes variants seguint aquest concepte, cadascuna única, ja que no hi havia una escala estàndard. El 1665 el neerlandès Christian Huygens (1629–1695) suggerí utilitzar el punt de fusió del gel i el punt d'ebullició de l'aigua com a estàndards. L'astrònom danès Ole Rømer (1644–1710) a Copenhaguen emprà aquests límits superior i inferior per a un termòmetre que feu servir per registrar la temperatura atmosfèrica. El 1680 fou construït el primer termòmetre de mercuri, pel seu alt coeficient d'expansió, com els coneguts actualment, és a dir, un dipòsit de mercuri en comunicació amb un tub capil·lar i tot el conjunt sotmès al buit. El 1694, Carlo Renaldini (1615–1698) proposà que els límits de gel i aigua bullent s'havien d'adoptar com a escala universal. El 1702 Guillaume Amontons introduí els punts de fusió i d’ebullició de l’aigua com a referències constants de temperatura.

Comparació de les escales de Celsius i Fahrenheit.

El 1724, el fabricant d'instruments alemany Daniel Gabriel Fahrenheit (1686–1736) produí termòmetres de gran qualitat amb mercuri amb una escala inscrita amb una major reproductibilitat. Fahrenheit calibrà primer el seu termòmetre amb gel i sal marina com a zero. L'aigua salada té un punt de congelació molt més baix que l'aigua normal (descens crioscòpic), així que trià el punt de congelació com a 30 °F. La temperatura dins de la boca humana sana l'establí en 96 °F, i el punt d'ebullició de l'aigua quedà a 212 °F. Més tard ajustà el seu punt de congelació a 32 °F, de manera que establí 180 °F entre l'ebullició i la congelació de l'aigua al nivell del mar.
A principis del segle xviii hi havia un gran nombre de termòmetres diferents, amb fins a trenta-cinc escales de temperatura diferents. A Suècia, Anders Celsius (1701–1741) fou el primer a realitzar i publicar experiments acurats que conduïren a l'establiment d'una escala internacional de temperatura basada en dades científiques. Al seu article «Observacions de dos graus persistents en un termòmetre» descrigué els seus experiments detallats per comprovar que el punt de congelació és independent de la latitud i la pressió atmosfèrica. També determinà la dependència del punt d'ebullició de l'aigua amb la pressió atmosfèrica i donà una regla per a la determinació del punt d'ebullició si la pressió atmosfèrica es desvia de la pressió estàndard.
La posició de zero es va discutir molt. L'escala utilitzada per Ole Rømer situava els zero graus a la temperatura més baixa. Celsius també havia usat un termòmetre creat per l'astrònom francès Joseph-Nicolas Delisle (1688–1768) amb el zero en el punt d'ebullició, donant així una escala invertida amb nombres creixents per a la disminució de temperatures, que evitava tenir valors negatius. La inversió d'aquesta escala centígrada, situant el zero en el punt de congelació, era inevitable i es va produir pocs anys després de la mort de Celsius.
Thomas Seebeck, el 1820 anuncià el seu descobriment que dos metalls diferents que formen un circuit tancat mostraran propietats magnètiques quan hi hagi una diferència de temperatura entre els dos punts de contacte. L'efecte Seebeck, és la base de tota la termoelectricitat i donà lloc al desenvolupament de termoparells per a la mesura de la temperatura de contacte.
L'any 1848 el físic britànic William Thomson (1824–1907) proposà un sistema que utilitzava el grau Celsius, però que s'iniciava al zero absolut (−273,15 °C); la unitat d'aquesta escala es coneix ara com a kelvin. L'escala Rankine, deguda a William Rankine (1820–1872), utilitza el grau Fahrenheit ajustat al zero absolut (−459,67 °F).

Termòmetre clínic d'Allbutt.

El termòmetre clínic Allbutt fou el primer dispositiu pràctic disponible comercialment per a la mesura de la temperatura corporal. Fou dissenyat pel metge britànic Thomas Clifford Allbutt (1836–1925) que passà 20 anys treballant a Leeds durant els quals dissenyà el petit termòmetre clínic. Una empresa local, Harvey and Reynolds, el fabricà per primera vegada el 1867, seguida de Thackeray a Londres. Allbutt posà el disseny del seu termòmetre a disposició dels altres i ràpidament fou adoptat pels metges britànics. Tenia 15 cm de llarg amb una constricció en el tub capil·lar que mantenia el mercuri a la seva lectura després de l'ús, fins que se sacsejava fins al límit inferior de calibratge.

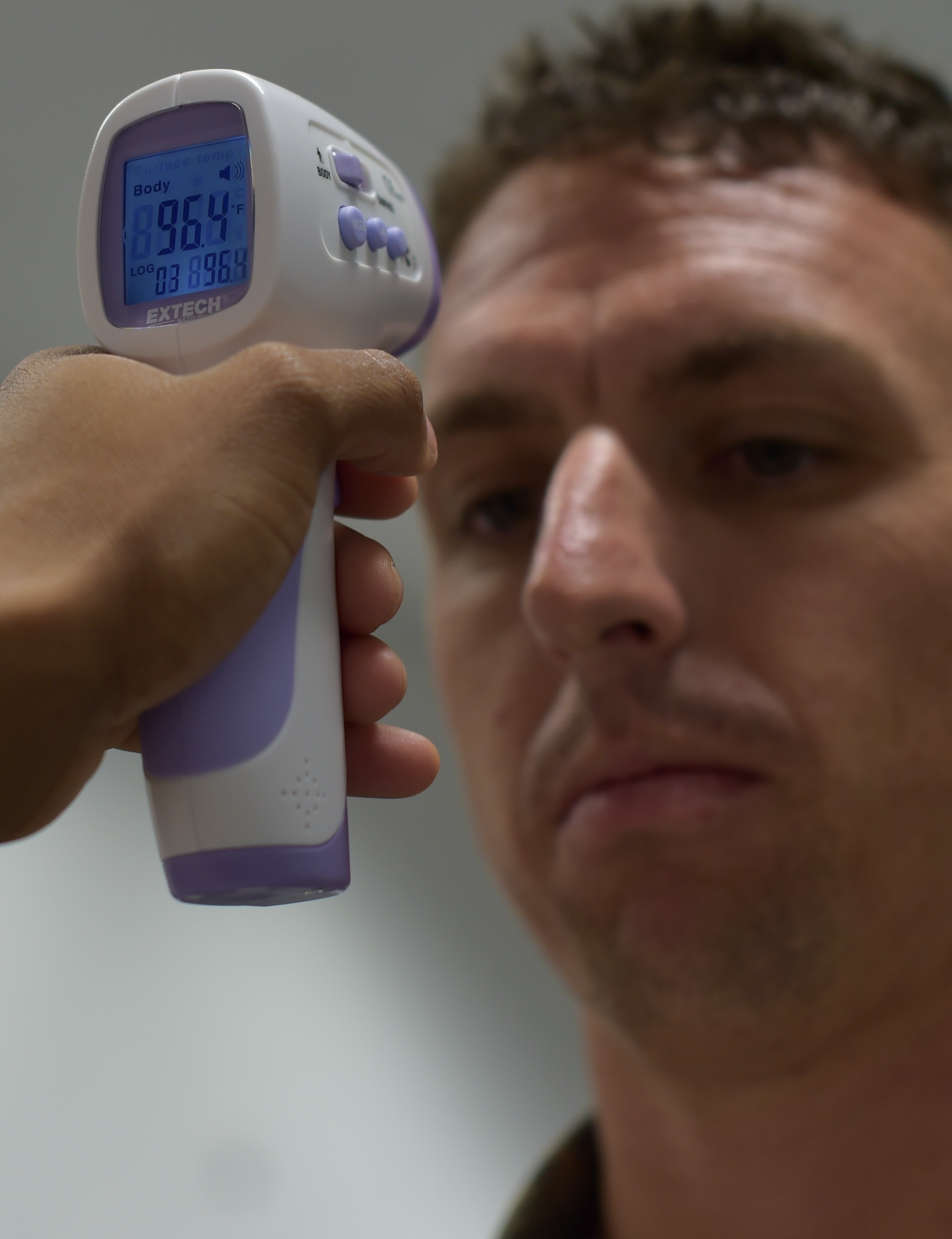
Mesura de la temperatura corporal amb un termòmetre d'infraroigs.

Tot i que William Herschel (1738–1822) a Gran Bretanya havia identificat l'existència de radiació infraroja l'any 1800, fins als anys 1930 i 1940, aquesta tecnologia no entrà en ús pràctic, accelerat per les necessitats dels militars durant la Segona Guerra Mundial. A finals de la dècada de 1950, un cop desclassificada la tecnologia infraroja, la imatge tèrmica fou posada a disposició de la medicina i la indústria. Tot i que els primers sistemes eren escàners lents, quedà clar que era possible registrar la distribució de la temperatura d'un subjecte humà o d'un objecte. El 1964 el metge alemany, Theodore Benzinger (1905–1999), que havia emigrat als Estats Units, desenvolupà un petit dispositiu radiomètric per mesurar la temperatura de l'oïda interna (membrana timpànica). En contrast amb els primers sistemes d'imatge tèrmica molt cars, aquest dispositiu prometia un mitjà de baix cost i fiable per mesurar la temperatura a prop del cervell, però sense el contacte invasiu dels termoparells. Inicialment, només utilitzat per a la tecnologia militar i espacial, el radiòmetre timpànic entrà a la medicina uns 30 anys més tard a causa de les preocupacions sobre l'ús de mercuri als termòmetres i la seva posterior prohibició. El radiòmetre es desenvolupà encara més als Estats Units per mesurar la temperatura sobre l'artèria temporal i per mesurar la temperatura del front. Aquesta darrera aplicació no sempre té èxit, ja que el front pot ser un lloc de sudoració abundant, sigui per esforç físic o per febre.

## Tipus
Hi ha diferents tipus de termòmetres que basen les seves mesures en la variació de diverses magnituds físiques amb la temperatura i també diferents dissenys en funció del tipus de mesures que es vulguin dur a terme.

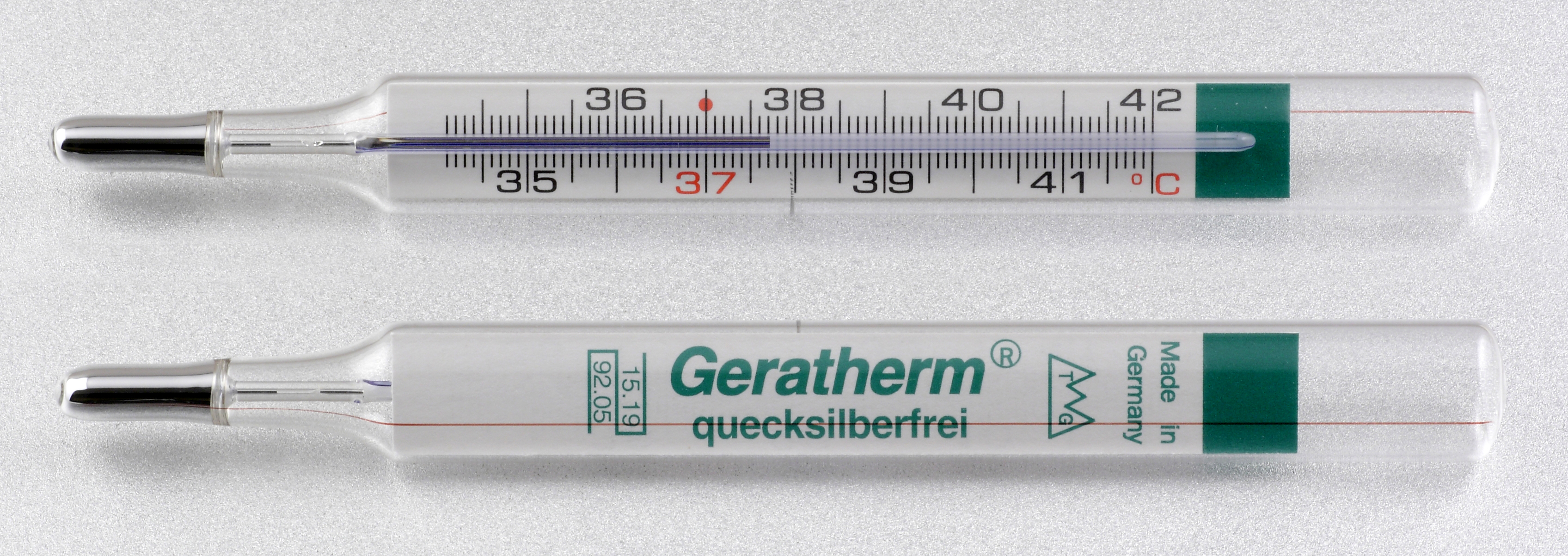
Termòmetre de líquid (galinstan).

### Termòmetre de líquid

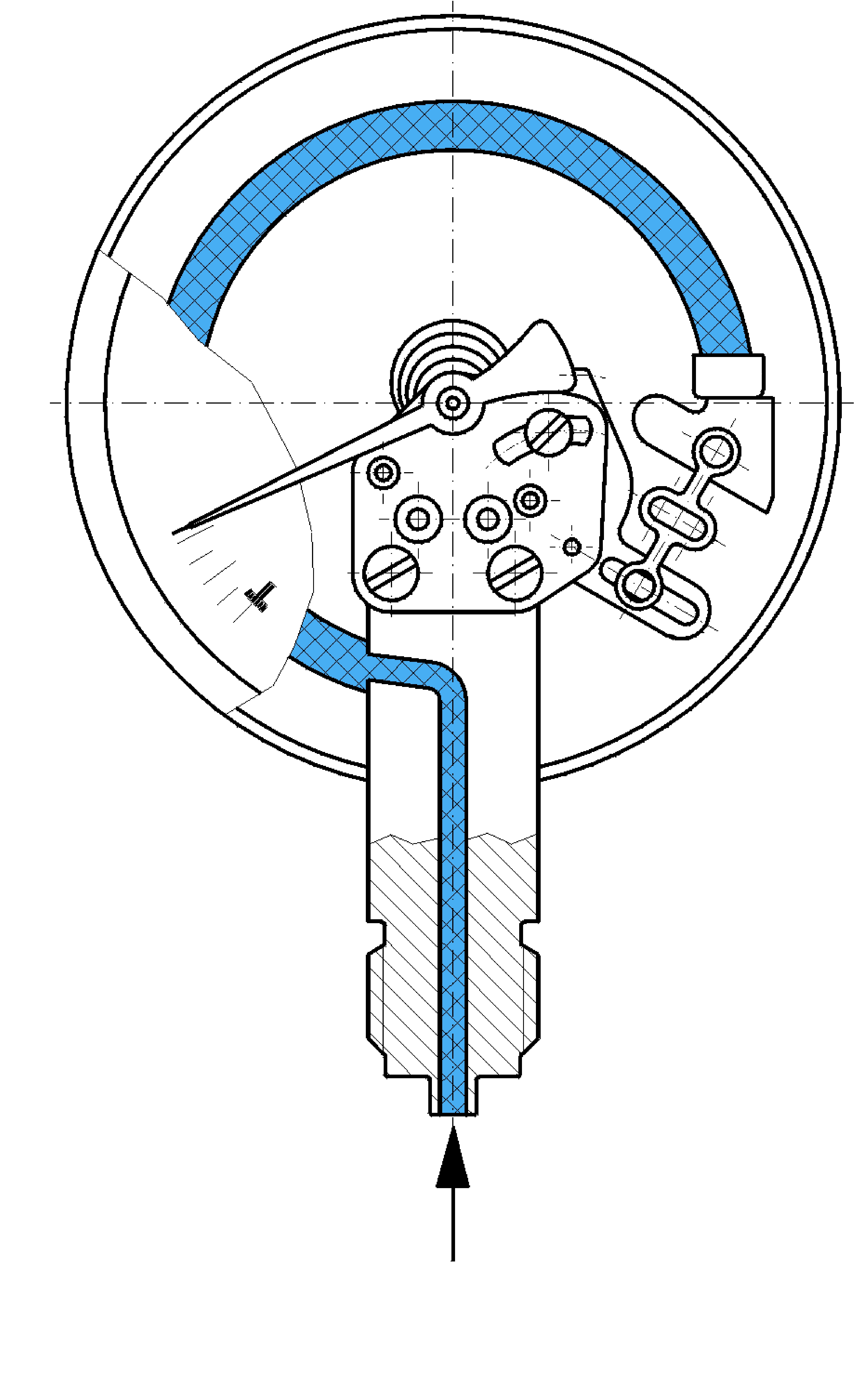
Tub de Bourdon. El tub blau és on hi ha el vapor en un termòmetre de pressió de vapor.

Els termòmetres de líquids (mercuri, galinstan, etanol acolorit…) consten d'un tub capil·lar de vidre tancat per ambdós extrems, en un dels quals hi ha un dipòsit pel líquid. El tub capil·lar està graduat i el líquid del dipòsit en dilatar-se, a causa d'un augment de temperatura, puja per ell. El volum buit es completa amb nitrogen o argó. Els termòmetres líquids foren durant molts d'anys el tipus més comú en ús. Són senzills, econòmics, de llarga durada i capaços de mesurar un ampli interval de temperatura. Els de mercuri han passat a ser de venda prohibida a la Unió Europea en 2007.

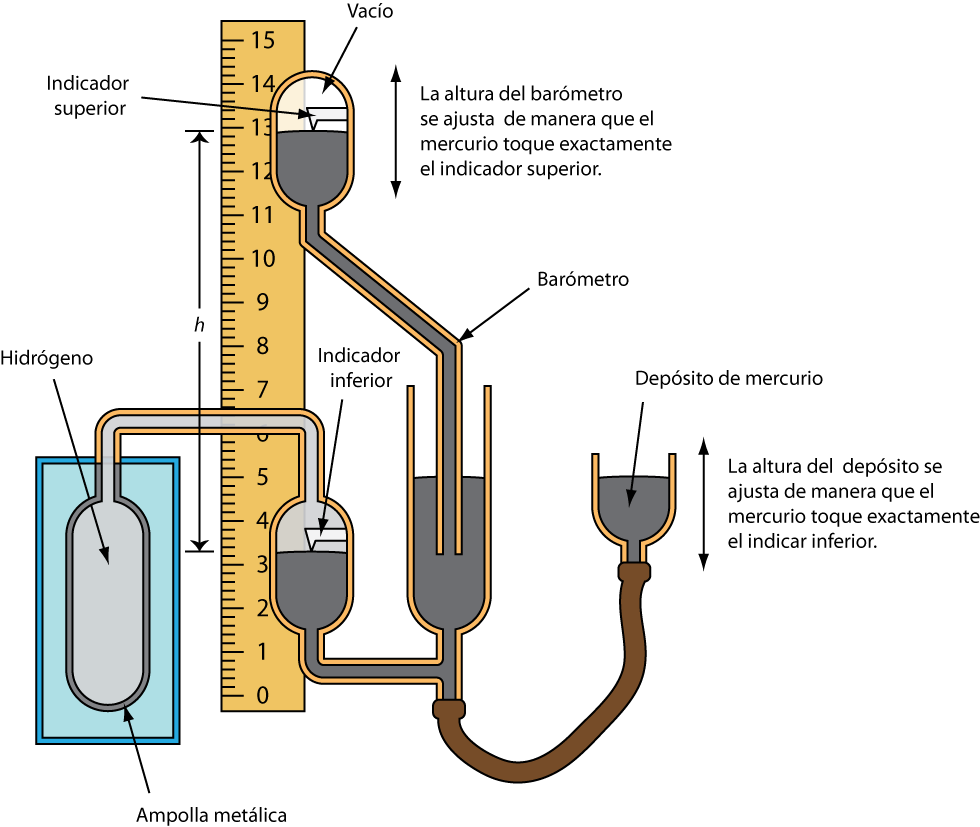
Esquema d'un termòmetre de gas a volum constant.

### Termòmetre de gas
El termòmetre de gas és un dispositiu que mesura la temperatura T a què és sotmès el gas tancat dins d'un recipient, per variació del volum V, si la mesura és feta a pressió P constant, o per variació de la pressió, si és el volum que roman constant. En ambdós casos hom aplica la llei dels gasos PV = nRT, on n és el nombre de mols del gas i R la constant dels gasos. Els termòmetres de gas permeten mesurar temperatures molt baixes.

### Termòmetre de pressió de vapor
El termòmetre de pressió de vapor és un termòmetre basat en la variació de la pressió de vapor d’un líquid molt volàtil amb la temperatura. El líquid, només ocupa parcialment el volum del termòmetre, en vaporitzar-se omple la resta del volum amb vapor. Com a resultat, la pressió augmenta fins a aconseguir un equilibri entre la fase líquida i la fase gasosa. Aquest equilibri entre vapor i líquid depèn de la temperatura. Si aquesta augmenta, es vaporitza més líquid i la pressió de vapor augmenta. Aquest augment s'indica amb un tub de Bourdon, com passa amb els termòmetres plens de gas. Per contra, una baixada de temperatura fa que una part del vapor gasós es condensa i la pressió de vapor disminueixi. A causa de l'augment exponencial de les corbes de pressió de vapor, les distàncies d'escala augmenten amb la temperatura més alta, de manera que la sensibilitat i la precisió de la mesura augmenta també amb la temperatura. Per això, els termòmetres de pressió de vapor s'han d'utilitzar al terç superior de l'escala per obtenir una bona precisió.

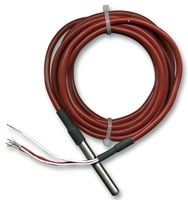
Sonda de temperatura d'un termòmetre de resistència elèctrica.

### Termòmetre elèctric
Termòmetre basat en la variació de les propietats elèctriques del sensor a causa de la variació de la seva temperatura.

#### Termòmetre de resistència elèctrica

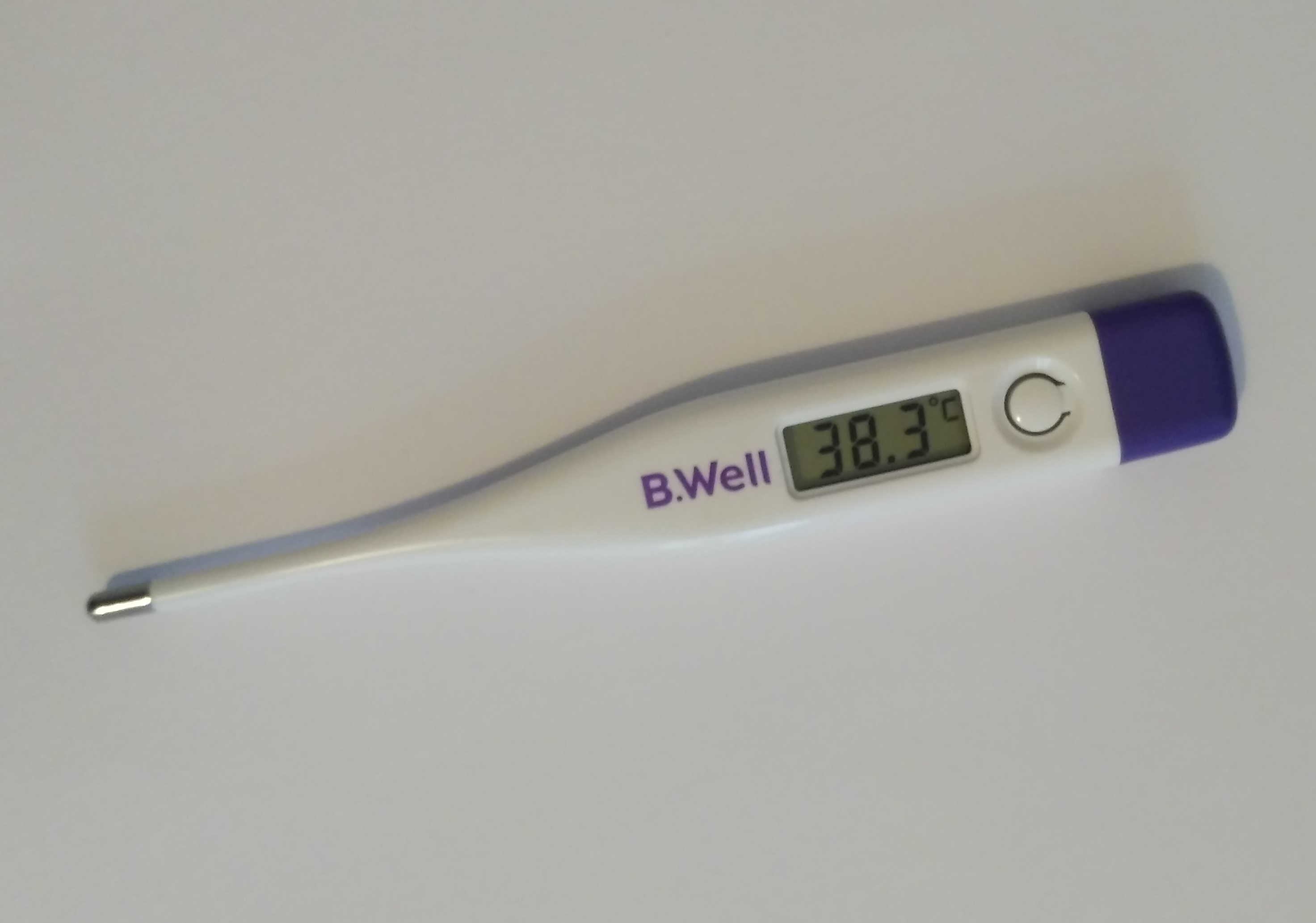
Termòmetre electrònic.

El termòmetre de resistència elèctrica és basat en la variació de la resistència elèctrica d’un conductor amb la temperatura (termoresistència). Els principals conductors emprats són el coure, el níquel i el platí. La resistència d'aquests metalls varia amb la temperatura segons l'equació: {\displaystyle R_{t}=R_{0}\cdot (1+\alpha t+\beta t^{2}+\gamma t^{3}...)}, on {\displaystyle R_{t}} és la resistència a la temperatura {\displaystyle t}, {\displaystyle R_{0}} és la resistència a 0 ⁰C i α, β, γ… són coeficients característics de cada metall. L'equació es pot aproximar a {\displaystyle R_{t}=R_{0}\cdot (1+\alpha t+\beta t^{2})}. Si l'element és platí, els valors són: α = 3,94 × 10–3 ⁰C–1 i β = –5,8 × 10–7 ⁰C–2. El sistema de mesura és un pont de Wheatstone on una de les resistències és el metall.

#### Termòmetre electrònic
El termòmetre electrònic, o termòmetre digital, consisteix en un circuit integrat a base de resistències variables (termistors) que funciona com a sensor de temperatura. La tensió de sortida d’aquest circuit és proporcional a la temperatura a què és sotmès. Un convertidor analògic-digital transforma les variacions analògiques en senyals digitals, que són visualitzats mitjançant díodes emissors de llum o altres dispositius semblants. Hi pot haver més d’un sensor per tal de mesurar temperatures en llocs diferents. En aquest cas, un registre de desplaçament tanca cadascun dels interruptors d’estat sòlid que incorpora cada sensor, de forma seqüencial i cíclica, per tal que només estigui connectat un circuit. Aquest mateix registre s’encarrega d’encendre el visualitzador que va associat al sensor. El temps en què cada sensor actua en el circuit és controlat per un generador d’impulsos.

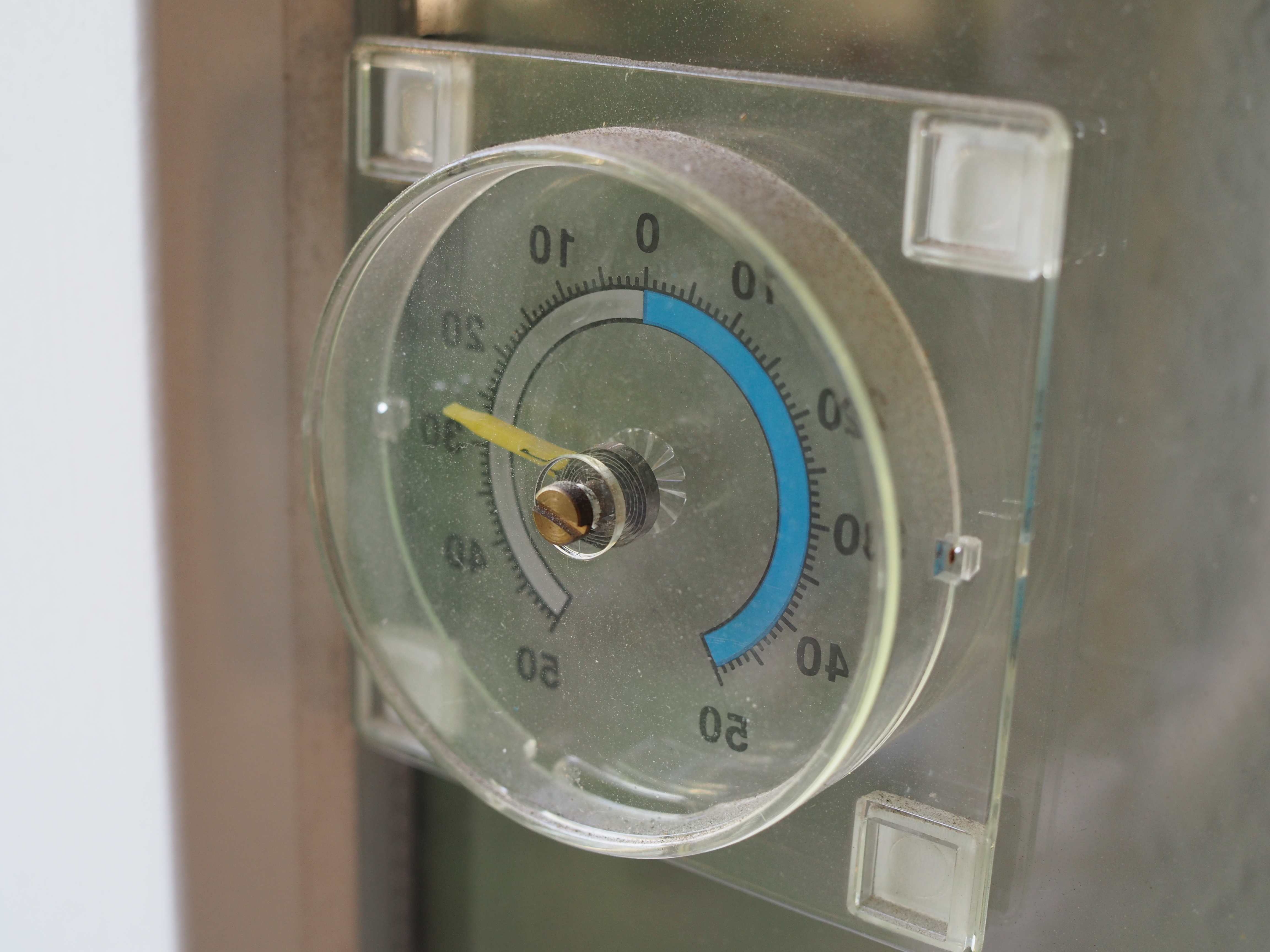
Termòmetre de làmina bimetàl·lica amb l'espiral enrotllada al centre.

### Termòmetre de làmina bimetàl·lica
El termòmetre de banda bimetàl·lica és un termòmetre basat en la diferència dels coeficients de dilatació de dues làmines metàl·liques unides pels seus extrems i enrotllades en espiral. En canviar de temperatura els dos metalls no es dilaten igual i es produeix un enrotllament o un desenrotllament de l'espiral que permet mesurar la temperatura. Són un dels termòmetres més duradors i sense problemes.

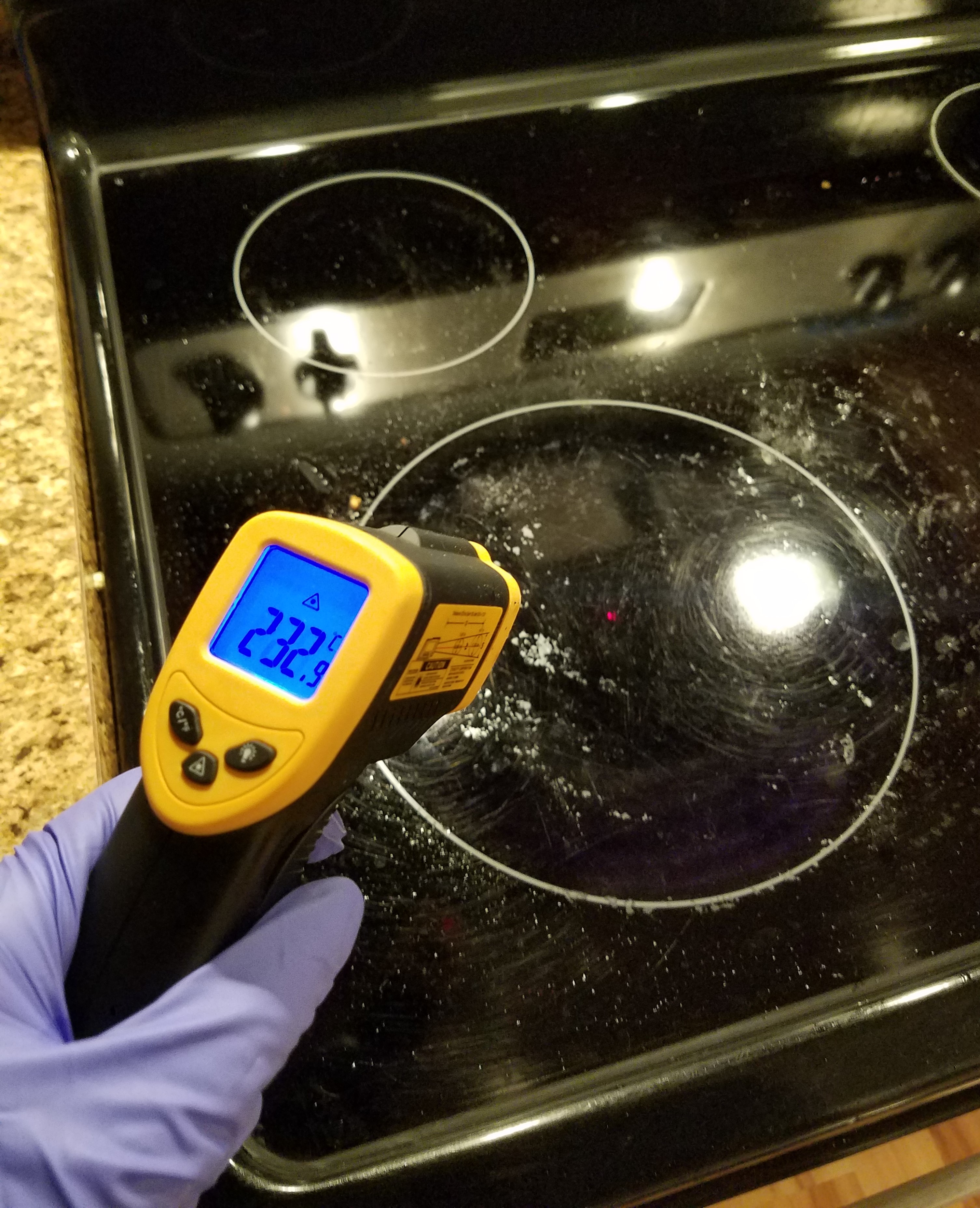
Termòmetre d'IR.

### Termòmetre d'infraroigs
El termòmetre d'infraroig mesura la radiació infraroja (IR) emesa per una superfície a partir de la llei de Stefan-Boltzmann. Els termòmetres IR tenen una gran varietat de configuracions relacionades amb òptica, electrònica, tecnologia, mida i tancaments de protecció. Totes, però, tenen una cadena comuna d'energia IR d'entrada i una sortida de senyal electrònic. Aquesta cadena bàsica consisteix a recollir la radiació mitjançant lents i/o fibra òptica, filtratge espectral i un detector com a la part frontal. El processament dinàmic té moltes formes, però es pot resumir com amplificació, estabilitat tèrmica, linealització i condicionament del senyal. El vidre normal de la finestra es pot utilitzar per a longituds d'ona curta, el quars per a la zona mitjana i el sulfur de germani o zinc per a l'interval de 8-14 µm. La fibra òptica està disponible per cobrir la regió de 0,5-5,0 µm.

### Termòmetre meteorològic
En meteorologia, les observacions de temperatura a les estacions són efectuades mitjançant el termòmetre de mercuri. Atès que el mercuri se solidifica a –39 °C, en els llocs amb temperatures molt baixes hom utilitza el termòmetre d’alcohol (punt de solidificació de –130 °C). La temperatura més alta i la més baixa del dia són mesurades amb termòmetres especials, anomenats de màxima i de mínima.

#### Termòmetre de màxima
El termòmetre de màxima és de mercuri, i presenta un estrenyiment del tub capil·lar que permet la dilatació del líquid, però no el retrocés.

#### Termòmetre de mínima

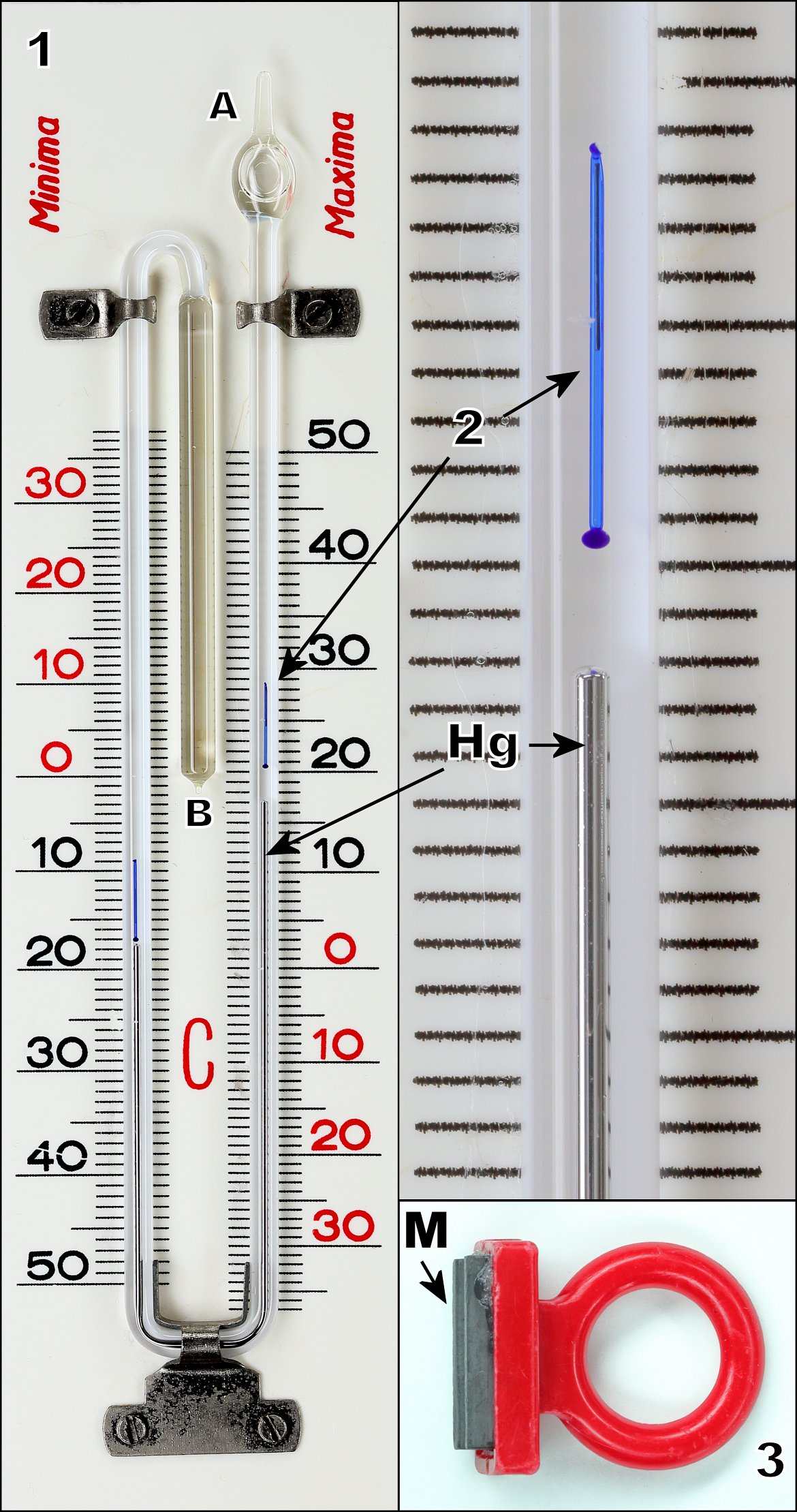
Termòmetre de màxima i mínima.

El termòmetre de mínima és un termòmetre, generalment d’alcohol, que conté una petita vareta que pot desplaçar-se per la llargària del tub capil·lar, arrossegada en el seu retrocés, però no en l’avançament, pel menisc del líquid.

#### Termòmetre de màxima i mínima
És un termòmetre que mesura les temperatures màximes i mínimes que s'han donat durant un període, per exemple el de 24 hores o des de la darrera lectura. Es fa servir per registrar les temperatures extremes en un lloc. Consta d'un tub capil·lar de vidre en forma d'U amb dues escales de temperatura situades al llarg de cada braç. Una per a la temperatura màxima i l'altra la mínima. Els braços acaben en bulbs de vidre segellats. El bulb de dalt de l'escala de les mínimes és ple d'alcohol, i l'altre conté un buit (o un vapor d'alcohol de baixa pressió). En el doblament de la U hi ha una secció de mercuri que és empès al llarg del tub per l'expansió tèrmica i la contracció de l'alcohol en el primer bulb respon a la temperatura externa. El gairebé buit de l'altre bulb permet el moviment lliure de l'alcohol i el mercuri. És l'alcohol el que mesura les temperatures; el mercuri indica la temperatura que es llegeix en les dues escales. Això és al contrari del que passa en els termòmetres de vidre normals de mercuri, on l'expansió i contracció del mateix mercuri indica la temperatura. Els registres de la temperatura màxima i mínima els assenyala per dos petits marcadors d'acer que sorgeixen dins del tub capil·lar on poden lliscar, però només si se'ls aplica una força, tant si són empesos pel mercuri com si estan sota la influència d'un imant extern.

#### Termògraf
L’enregistrament continu de les variacions de temperatura és efectuat amb el termògraf, basat en la dilatació d’un sòlid.

### Termoparell

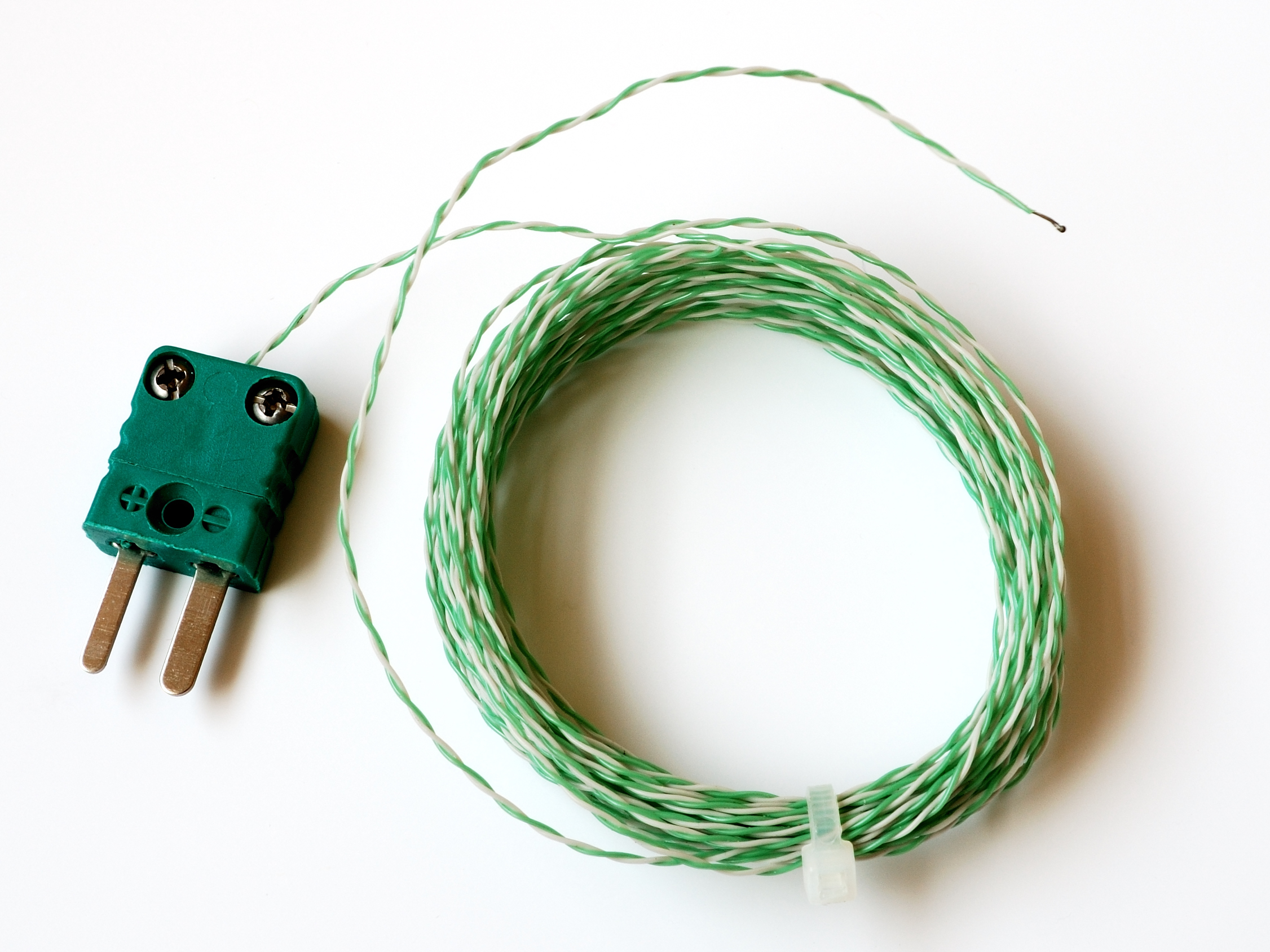
Termoparell tipus K.

El termoparell és un dispositiu d'ús comú per mesurar grans diferències de temperatura, o altes temperatures. Es fabrica amb dos conductors elèctrics diferents, soldats entre si en un punt de connexió. Quan canvia la temperatura de la unió, es crea una força electromotriu a la unió (efecte Seebeck), i aquest voltatge es pot mesurar amb un voltímetre. Algunes de les combinacions de filferro de termoparell d'ús més comú són: coure-constantà (aliatge de coure-níquel) (designats com a tipus T), ferro-constantà (tipus J) i cromel-alumel (tipus K). Si les dues unions es posen en un bany de gel (a 0 °C), estaran a la mateixa temperatura, i es poden fer servir taules de conversió, per convertir els mesuraments de voltatge directament a indicacions de temperatura.
En els darrers anys, aquesta tecnologia s'ha millorat per proporcionar dispositius de mesura de calor d'alta precisió capaços de mesurar des d'uns pocs graus per sobre del zero absolut fins a altes temperatures superiors a 1600 °C.

### Termòmetre clínic
El termòmetre clínic és emprat per a mesurar la temperatura corporal. Consisteix essencialment en un termòmetre de líquid, de mercuri o de galinstan, amb un tub proveït d'una escala graduada que indica, en graus i dècimes de grau, la temperatura mesurada. Normalment, els termòmetres clínics són de màxima, és a dir, presenten un estrenyiment que permet la dilatació del mercuri o del galinstan, però no el seu retrocés, i llur graduació va des de 30 °C a 45 °C com a màxim. Hom l'aplica a la boca, l'aixella, l'engonal o el recte. D'ordinari la temperatura bucal és el millor indicador de la temperatura corporal central i pot oscil·lar entre 35,8 °C i 37,2 °C.

### Termòmetre diferencial de Beckmann
El termòmetre diferencial de Beckmann és un termòmetre per a fer mesures de crioscòpia i ebullioscòpia, que conté un dipòsit en l'extrem superior, de manera que hom pot variar la quantitat de mercuri de la cubeta, cosa que permet emprar-lo en un marge ampli de temperatures: de -39 °C a 250 °C.

### Termòmetre d'inversió
El termòmetre d'inversió s'empra en les ampolles de mostreig que poden dur instal·lades les sondes CTD i que consta de dos termòmetres allotjats en un tub de vidre, un dels quals és un termòmetre típic de mercuri que permet d'obtenir la temperatura actual en tot moment, i l'altre, un termòmetre de mercuri dissenyat especialment perquè, quan es giri, la columna de mercuri es talli i així quedi memoritzada la temperatura existent just abans de fer el gir.

### Termòmetre de cristall líquid

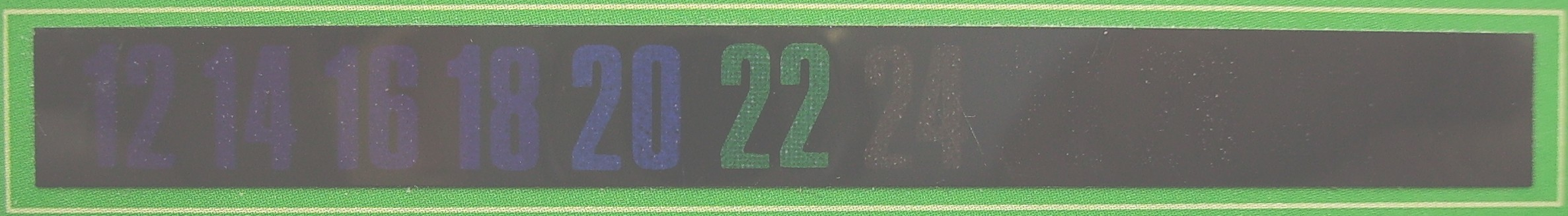
Termòmetre de cristall líquid.

Un termòmetre de cristall líquid és un tipus de termòmetre que conté cristalls líquids sensibles a la calor (termocròmics) en una tira de plàstic que canvien de color per indicar diferents temperatures. Els cristalls líquids posseeixen les propietats mecàniques d'un líquid, però tenen les propietats òptiques d'un sol cristall. Els canvis de temperatura poden afectar el color d'un cristall líquid, cosa que els fa útils per mesurar la temperatura. La resolució dels sensors de cristall líquid es troba en el rang de 0,1 °C. Els termòmetres de cristall líquid representen les temperatures com a colors i es poden utilitzar per seguir els canvis de temperatura causats pel flux de calor, per exemple en un malalt. Es poden utilitzar per observar que la calor flueix per conducció, convecció i radiació.